# Rousměrov
Rousměrov település Csehországban, a Žďár nad Sázavou-i járásban. Rousměrov Bory, Sklené nad Oslavou, Ostrov nad Oslavou, Bohdalec és Kněževes településekkel határos. Lakosainak száma 112 fő (2024. január 1.).

## Népesség
A település lakosságának változását az alábbi diagram mutatja:
| Lakosok száma | 238  | 219  | 174  | 175  | 161  | 111  | 122  | 110  | 108  | 112  |
|               | 1869 | 1900 | 1921 | 1961 | 1980 | 2011 | 2016 | 2019 | 2021 | 2024 |